# Oecanthus longicauda
Oecanthus longicauda is een rechtvleugelig insect uit de familie krekels (Gryllidae). De wetenschappelijke naam van deze soort is voor het eerst geldig gepubliceerd in 1904 door Matsumura.